# SS Śląsk
SS Śląsk – polski drobnicowiec, zwodowany w roku 1931 w Danii, eksploatowany w latach 1932–1964.

## Historia
Statek został zbudowany w stoczni Nakskov Skibsvaerft A.S. w Nakskov w Danii na zamówienie przedsiębiorstwa Żegluga Polska, wraz z bliźniaczym statkiem SS "Cieszyn", dla obsługi linii bałtyckiej Żeglugi Polskiej. Założenia techniczno-eksploatacyjne statków zostały opracowane przez stronę polską, przy udziale dyrektora Żeglugi Polskiej Juliana Rummla. Statki były znacznie większe od dotychczas obsługujących linię bałtycką statków "Tczew" i "Chorzów" oraz, w przeciwieństwie do nich, dostosowane do zimowej żeglugi w lodach dzięki dziobnicy lodołamaczowej (czyli podciętemu dziobowi), która umożliwiała im żeglugę w lodowej krze. Cena kontraktowa za statek wynosiła 38'523 funtów. Budowa na pochylni trwała zaledwie ok. 2 miesięcy, a wykończenie dalsze dwa. Statek wodowano 26 listopada 1931, a przejęto go 20 stycznia 1932. Polską banderę podniesiono w Gdyni 23 stycznia.

## Służba
"Śląsk" przeznaczony był przede wszystkim do połączeń z Estonią i Finlandią, choć eksploatowany był także na liniach zachodnioeuropejskich, do Antwerpii. Po wejściu do służby był jednym z najnowocześniejszych statków polskich. W lutym 1934 roku kilku marynarzy doznało oparzeń na skutek rozbicia się przy złej pogodzie przewożonych na pokładzie butli z kwasem siarkowym, a 19 października 1938 doszło, bez winy "Śląska", do kolizji we mgle z niemieckim parowcem "Eschenburg" koło Wyborga, statki doznały niewielkich uszkodzeń. 
W chwili wybuchu II wojny światowej "Śląsk" znajdował się w rejsie z Helsinek do Gdyni. Skierował się do Sztokholmu, po czym przeszedł na postój do Västervik w Szwecji. W ramach ewakuacji polskich statków, 13 listopada 1939 roku przeszedł do Bergen, skąd wraz z "Poznaniem" dotarł w konwoju 18 listopada do Wielkiej Brytanii. Kapitan Antoni Zieliński i starszy oficer zostali za ewakuację odznaczeni Krzyżami Zasługi z Mieczami. Następnie statek kursował głównie między Anglią a Francją, transportując węgiel do Francji, a z powrotem zboże. Zawijał też do  Portugalii.
W maju 1940 roku z innymi polskimi statkami został oddany do dyspozycji Francuskiej Misji Morskiej i w dniach poprzedzających rozejm z Niemcami był w drodze do rzecznego portu w Kaolacku w ówczesnej Francuskiej Afryce Zachodniej, skąd miał wziąć orzeszki ziemne. Po radiowym komunikacie nakazującym polskim statkom opuścić porty francuskie, kapitan "Śląska" zawinął do Freetown. Tam jednak brytyjskie władze skierowały statek z powrotem do portu przeznaczenia, sądząc, że kolonie francuskie będą kontynuować walkę. W efekcie, 26 czerwca "Śląsk" zawinął do Kaolacku, odległego o 70 mil od otwartego morza, gdzie stał już bliźniaczy statek "Cieszyn". Statkom groziło przejęcie przez władze Vichy, lecz wczesnym rankiem 9 sierpnia oba statki dokonały śmiałej ucieczki z Kaolacku do brytyjskiego portu Bathurst w Gambii. Kapitan Bohdan Jędrzejewski i 8 członków załogi zostało za tę akcję odznaczonych. "Śląsk" został następnie skierowany samotnie do brazylijskiego Belém, dokąd przybył 10 listopada. 
Do połowy 1944 roku pozostawał na wodach amerykańskich, pływając głównie między Belém i Nowym Jorkiem, czasami w konwojach. 3 listopada 1943 wszedł na mieliznę kolo Belém na skutek błędu pilota, po czym był dokowany. W maju 1944 został skierowany na wody brytyjskie. W czarterze brytyjskiego Ministerstwa Transportu Wojennego, pływał pod zarządem firmy J.J.Mack & Sons między Liverpoolem a Belfastem. Przez krótki okres między lipcem a listopadem 1945 roku na statku pływała brytyjska załoga. 
11 grudnia 1945 "Śląsk" powrócił do Gdyni, pod kapitanem Bolesławem Miksztą. Ponownie pływał na liniach do Rotterdamu, Antwerpii i do Helsinek w barwach Żeglugi Polskiej. W roku 1951 statek przeszedł do Polskich Linii Oceanicznych w Gdyni, a w 1955 do Polskiej Żeglugi Morskiej w Szczecinie. Wycofany został i banderę opuszczono 31 stycznia 1964 roku, lecz w dalszym ciągu służył w Zarządzie Portu Szczecin jako lichtuga portowa i pływający magazyn LCH-ZPS-2, wożąc m.in. zboże między Szczecinem a Świnoujściem. W czerwcu 1967 roku został oddany na złom.
Ucieczka "Śląska" z Kaolacku została opisana, pod fikcyjną nazwą statku "Opole" w książce Arkadego Fiedlera Dziękuję ci kapitanie.

## Opis
Statek posiadał dwa pokłady i trzy ładownie (dwie przed centralną wyspą nadbudówek i jedna za nią), a wzmocnienia przeciwlodowe i specjalny kształt dziobu oraz rufy umożliwiały eksploatację w trudnych warunkach zimowych. Kadłub był nitowany. Miał 12 miejsc pasażerskich w dwuosobowych kabinach i jedną komfortową kabinę armatorską. 